# Laurentius de Sent
Laurentius de Sent, auch Wawrzyniec Senes oder Muretto de Sant († nach 1649 in Polen-Litauen), war ein italienisch-schweizerischer Bildhauer und Architekt des Barocks, der vor allem in Polen tätig war. 

## Leben
Laurentius de Sent stammte aus Sent bei Muretto in Graubünden. Er schuf im Stil der Römischen Schule von Krakau in der ersten Hälfte des 17. Jahrhunderts für die Brüder Jerzy Ossoliński und Krzysztof Ossoliński. Zunächst war er in Italien tätig, von wo er vor 1632 nach Polen-Litauen kam. Im Januar 1632 erwarb er ein Haus in Krakau. Möglicherweise war er zuvor in Warschau tätig, da er 1632 bereits mit Zofia, einer Warschauer Bürgerstochter, verheiratet war. Möglicherweise war er bereits 1627 in Polen-Litauen tätig. 1633 erwarb er das Krakauer Bürgerrecht. 1649 taucht er letztmals in den Quellen als Partei eines Rechtsstreits in Krakau auf.

## Werke
Laurentius de Sent war unter anderem tätig bei Stuckarbeiten in:
- Josefskirche in Klimontów
- Schloss Krzyżtopór in Ujazd

Es werden ihm auch Arbeiten zugeschrieben an:
- Schloss Ossolin in Ossolin